# Cyrill Boss
Cyrill Boss (Munic, 24 de novembre de 1974) és un director de cinema i guionista alemany.

## Biografia
Després de fer diversos curtmetratges, es va graduar a l'Acadèmia de Cinema de Baden-Württemberg l'any 2003 en el camp de la direcció. Des de l'any 2000 treballa amb Philipp Stennert a l'equip de guió i direcció. El 2006 van rodar la seva primera pel·lícula junts Neues vom Wixxer. La paròdia de les pel·lícules d'Edgar-Wallace dels anys 50 i 60 va ser vista per gairebé un milió d'espectadors la primavera del 2007.
A continuació, la comèdia d'acció Jerry Cotton (2010) i Das Haus der Krokodile (2013), una adaptació cinematogràfica de la novel·la juvenil de Helmut Ballot. Per Das Haus der Krokodile Boss i Stennert van rebre el Bayerischer Filmpreis el 2013 i van ser nominats per al Deutscher Filmpreis el mateix any.
El 2013, Boss i Stennert van dirigir el thriller psicològic Neben der Spur – Adrenalin per a ZDF. La pel·lícula està basada en la novel·la homònima de l'autor australià Michael Robotham i es va estrenar al Festival de Cinema de Munic. El 2014, el duet de direcció va adaptar el segon thriller de la sèrie de novel·les amb el títol Neben der Spur – Amnesie.
A la tardor de 2015, Cyrill Boss, juntament amb Philipp Stennert, van assumir la direcció d'una pel·lícula d'esdeveniments de dues parts per a ARD amb el títol Die Dasslers – Pioniere, Brüder und Rivalen. Die Dasslers es va estrenar al Festival de Cinema de Munic el 2016 i va rebre el Bernd Burgemeister Fernsehpreis.
En els anys següents, Boss i Stennert van crear la sèrie de vuit parts Der Pass, que va començar el 2019 al canal de televisió de pagament Sky i va continuar el 2022. Cyrill Boss i Philipp Stennert van ser responsables com a escriptors i directors de les dues temporades de l'exitosa Sky Originals i van rebre el Premi Adolf Grimme al millor director el 2020 i en la mateixa categoria el 2022. guardonat amb el Deutscher Fernsehpreis.
El 2022 es va iniciar el rodatge d'una nova pel·lícula de la saga Nibelungen als Estudis Barrandov de Praga sota la direcció de Boss i Stennert, per a la qual els dos directors també van escriure els guions. Hagen – Im Tal der Nibelungen es basa en part en la novel·la homònima de Wolfgang Hohlbein i s'estrenarà com a llargmetratge i com a sèrie de sis parts el 2025. Constantin Film ha anunciat l'estrena en cinemes per al 17 d'octubre de 2024.

## Filmografia (parcial)
- 1999: Trübsal und ganz andere Gedanken (curtmetratge)
- 2000: Boxen (curtmetratge)
- 2001: Einmal noch (curtmetratge)
- 2003: Richtung Allgäu (llargmetratge)
- 2003: Was nicht passt wird passend gemacht / 1. Staffel (només guió)
- 2004: Agujero (només guió)
- 2004: Was nicht passt wird passend gemacht / 2. Staffel (només guió)
- 2005: Es ist ein Elch entsprungen (Coguionista)
- 2006: Die Pro7 Märchenstunde – Rapunzel (telefilm)
- 2006: Die Pro7 Märchenstunde – Zwerg Nase (telefilm)
- 2007: Neues vom Wixxer
- 2010: Jerry Cotton
- 2012: Das Haus der Krokodile
- 2015: Neben der Spur – Adrenalin
- 2016: Neben der Spur – Amnesie
- 2016: Die Dasslers – Pioniere, Brüder und Rivalen (sèrie de televisio)
- 2017–2022: Der Pass (sèrie de televisió)
- 2024: Hagen – Im Tal der Nibelungen

## Premis
- Deutscher Fernsehpreis 2022 a la categoria de "Millor director de ficció".
- Deutscher Fernsehkrimipreis "Millor sèrie 2022" für Der Pass II
- Deutscher Fernsehpreis 2020 a la categoria Millor sèrie dramàtica
- Adolf-Grimme-Preis 2020 per Der Pass (Buch und Regie)
- Goldene Kamera 2019 "Millor sèrie" per Der Pass
- Deutscher Wirtschaftsfilmpreis 2017 Premi especial "Història econòmica alemanya" per Die Dasslers – Pioniere, Brüder und Rivalen
- Bernd Burgemeister Fernsehpreis per Die Dasslers – Pioniere, Brüder und Rivalen
- Festival de cinema juvenil de Montreal 2013: Prix coup de coer per Das Haus der Krokodile
- Goldener Spatz 2012: "Millor pel·lícula" per Das Haus der Krokodile
- Bayerischer Filmpreis 2012 per Das Haus der Krokodile[4]
- Deutscher Filmpreis 2012: Nomininada per Das Haus der Krokodile
- Festival de Cinema de Giffoni 2012: Premi Grifó per Das Haus der Krokodile[5]
- Premi del públic del Festival de Cinema Juvenil d'Anvers i Bruges per Das Haus der Krokodile
- Deutscher Kamerapreis 2011: "Millor muntatge" i "Millor càmera" per Jerry Cotton Jerry Cotton
- Jupiter-Filmpreis 2008 "Millor pel·lícula" für Neues vom Wixxer